# Friday Night Magic
Friday Night Magic (Magic el viernes por la tarde, en inglés, a menudo abreviado FNM) es un tipo de torneo casual de Magic organizado por las tiendas para incentivar el juego, los cuales, como su nombre lo dice, se organizan por regla los días viernes.
Cada torneo da a repartir 4 cartas: para el primer y segundo lugar y dos más al azar entre los demás participantes. Estas cartas son holográficas (foil), y en su zona de texto vienen las siglas FNM. Generalmente se trata de reimpresiones de cartas frecuentemente jugadas en los torneos. Se entrega una diferente cada mes.
Este es un listado de las cartas dadas en los torneos Friday Night Magic desde el año 2000.